# Служба безопасности правительственных коммуникаций
Служба безопасности правительственных коммуникаций (англ. Government Communications Security Bureau, GCSB, маори Te Tira Tiaki) — спецслужба Новой Зеландии, в чьи функции входит ведение радиоэлектронной разведки и защиты правительственных коммуникаций. Является одной из составных частей глобальной системы радиоэлектронного шпионажа Эшелон.

## История
Служба безопасности правительственных коммуникаций (GCSB) была создана в 1977 году по распоряжению премьер-министра Роберта Малдуна.
До этого функции GCSB выполнялись тремя различными организациями:
- за безопасность правительственных коммуникаций отвечал Комитет по безопасности связи, подчинённый канцелярии премьер-министра и министерству иностранных дел;
- радиоэлектронная разведка находилась в ведении министерства обороны;
- мероприятия по противодействию электронному шпионажу осуществляла контрразведка Новой Зеландии.

GCSB была создана для выполнения всех вышеперечисленных функций. Официально новая организация первоначально входила в структуру Министерства обороны, но её функции были чрезвычайно засекречены, о них не был проинформирован даже Кабинет министров. Информация о деятельности GCSB начала быть доступной общественности лишь с 1980-х годов.
В 1980 году GCSB была отделена от Министерства обороны, став самостоятельной организации. В 2000 году было принято решение сделать GCSB одним из подразделений правительства с собственными полномочиями, которые были определены в Законе о Службе безопасности правительственных коммуникаций 2003 года.
Функции GCSB включают радиоэлектронную разведку, обеспечение безопасности коммуникаций, информационной безопасности и противодействие электронному шпионажу против Новой Зеландии. GCSB не раскрывает содержимое перехваченного трафика. В 2006 году, после смерти бывшего премьер-министра Дэвида Лонги, отчет среди его бумаг был найден отчет, датируемый 1985-86 годами, в котором был перечислен ряд стран, являющихся объектами слежения GCSB, в том числе Япония, Филиппины, Аргентина, Франция, Вьетнам и ряд малых островных государств Тихого океана, а также дипломатическая переписка Организации Объединенных Наций. В своей книге о GCSB «Тайная власть: роль Новой Зеландии в глобальной шпионской сети» (англ. Secret Power: New Zealand’s Role in the International Spy Network) независимый журналист Найк Хейджер отмечает, что во время «холодной войны» одним из основных направлений деятельности GCSB было слежение за советскими судами, как военными, так и гражданскими.
В 2001 году в структуре GCSB был создан Центр по защите критической инфраструктуры для обеспечения защиты национальной критической инфраструктуры от кибератак.

## Персонал и бюджет
Штаб-квартира GCSB расположена на Пипти-стрит в Веллингтоне. GCSB возглавляет директор, который подчиняется министру разведки и безопасности Новой Зеландии, который, в свою очередь, подчиняется премьер-министру страны. Основными функциями GCSB являются: сбор и обработка разведывательных данных, обеспечение ИТ-безопасности правительственных коммуникаций. Штат организации насчитывает около 300 сотрудников различных специальностей, включая переводчиков, специалистов по коммуникациям, криптографов, инженеров, техников и вспомогательного персонала.
Бюджет GCSB на 2015/16 финансовый год составляет $ 89,6 млн.

## Надзор
Контроль за деятельностью GCSB и других спецслужб Новой Зеландии осуществляет Генеральный инспектор. В 2013 году эту должность занимал 79-летний Пол Низор, бывший судья. Аппарат Генерального инспектора состоит лишь из одного сотрудника (секретаря), занятого на неполный рабочий день, в то время как его австралийский коллега — Генеральный инспектор имеет штат в 12 сотрудников. Секретарь Кабинета министров Новой Зеландии Ребекка Киттеридж в своём отчёте о деятельности GCSB 2013 года рекомендовала доукомплектовать штат Генерального инспектора на уровне австралийских коллег.
Премьер-министр Новой Зеландии непосредственно назначает директора GCSB и Генерального инспектора. Это неоднократно вызывало критические замечания со стороны экспертного сообщества. Например, Билл Ходж, профессор права из университета Окленда отмечал, что было бы предпочтительнее, чтобы Генерального инспектора назначал парламент, а не премьер-министр. С этой точкой зрения выражал согласие бывший премьер-министр страны Джеффри Палмер: «должно быть разделение [полномочий] между инспектором и агентством, которое он курирует».

## Инфраструктура
Инфраструктура радиоэлектронной разведки GCSB включает две станции радиоперехвата: станцию перехвата спутниковой связи в Вайопаи близ Бленема на Южном острове и станцию радиоперехвата Тангимоана близ Палмерстон-Норта на Северном острове. 16 марта 2015 года бывший сотрудник АНБ Э.Сноуден заявил, что GCSB имеет также станцию тайного слежения под кодовым названием «Каприка» в Хониара, столице Соломоновых Островов. Объект «Каприка» представляет собой типичную станцию АНБ США, предназначенную для связи с посольствами США по всему миру.

### Станция Вайопаи
Станция Вайопаи, расположенная в долине Вайопаи близ Бленема работает с 1989 года и в открытых источниках характеризуется как станция спутниковой разведки. Депутат парламента Новой Зеландии от партии зелёных Кейт Лоук охарактеризовал эту стацию как часть инфраструктуры системы Эшелон. Станция Вайопаи регулярно выступала в качестве мишени для протестов общественности против ведения электронного шпионажа. Согласно данным, опубликованным бывшим сотрудником АНБ Э.Сноуденом в 2013 году, станция Вайопаи является одним из операторов секретной программы компьютерного слежения X-Keyscore.

### Станция Тангимоана
Станция радиоперехвата Тангимоана была открыта в 1982 году, заменив ранее действовавшую станцию близ Вайоуру. По данным Федерации американских ученых (FAS), этот объект является частью инфраструктуры системы Эшелон, его роль в этом качестве была впервые выявлена активистом пацифистского движения Оуэном Уилксом в 1984 году, и подробно исследована независимым журналистом Найком Хеджером.